# Риньяно-Гарганіко
Риньяно-Гарганіко (італ. Rignano Garganico) — муніципалітет в Італії, у регіоні Апулія,  провінція Фоджа.
Риньяно-Гарганіко розташоване на відстані близько 260 км на схід від Рима, 125 км на північний захід від Барі, 25 км на північ від Фоджі.
Населення — 2157 осіб (2014).
Щорічний фестиваль відбувається 16 серпня. Покровитель — святий Рох.

## Демографія
Населення за роками:

Станом на 1 січня 2023 року в муніципалітеті офіційно проживало 180 іноземців з 14 країн, серед них 122 громадяни країн Євросоюзу та 13 громадян України.

## Сусідні муніципалітети
- Апричена
- Фоджа
- Сан-Марко-ін-Ламіс
- Сан-Северо
- Сан-Джованні-Ротондо